# Freedom Ship
Freedom Ship é um projeto de um navio de passageiros.
Será de propriedade de Norman Nixon da Freedom Ship International. Terá 1 400 metros de comprimento, 230 metros de largura e 110 metros de altura. Estima-se que seria mais de quatro vezes maior que o navio Queen Mary. 
O navio possuirá acomodações muito luxuosas e terá um grande shopping center internacional, com uma área de 160 000m². 
Não será um navio de cruzeiro, mas sim um local para viver, trabalhar, visitar ou aproveitar a aposentadoria. O navio daria voltas ao mundo, passando pelas principais áreas costeiras do planeta, durando dois anos cada. A ligação com o resto do planeta seria feita com pequenos aviões, barcas e navios, já que a embarcação seria tão grande que nenhum porto poderia recebê-la.
A Freedom Ship International disse ao Discovery Channel que pretende usar a técnica de construção de balsas, o que reduziria o stress do enorme peso. Além disso, esta medida reduziria o custo das peças personalizadas feitas para o navio, o que permitiria que as despesas sejam mais razoáveis. O navio contaria com 100 hélices, mas, ainda assim, seria o mais lento do mundo. Apesar de ter sido anunciado em 2001, até hoje sua construção não foi iniciado.
A estimativa de preço que em 1999 era de US$ 6 bilhões, em 2002 pulou para US$ 11 bilhões. Isto justifica o alto preço das cabines, que varia de US$ 120.000 a US$ 7 milhões. O preço do condomínio mensal está entre 442 a 11 000 dólares.
O navio contaria com um moderno hospital e até uma universidade.